# Свято-Троицкая церковь (Ельск)
Свято-Троицкая церковь (бел. Свята-Троіцкая царква) — православный храм в городе Ельск Гомельской области Беларуси. Памятник деревянного зодчества.

## История
Построена в 1769—1780 годах в городе Ельск. Имеет черты стиля классицизма. В 1870—1871 годах к притвору была пристроена колокольня (восьмерик на двух четвериках), завершённая высоким шатром.

## Архитектура
Представляет собой пятисрубный крестово-купольный храм. Центральный восьмигранный сруб (длина 23 метра, ширина 14 метров, высота 11,8 метров) завершен массивным световым восьмериком с купольным покрытием. Прямоугольный притвор, граненые алтарные и боковые срубы укрыты покатыми двускатными крышами с вальмами на торцах. Стены вертикально обшиты досками и имеют окна с полукруглыми завершениями.

## Интерьер
В интерьере доминирует двухсветовое пространство средикрестие, перекрытое граненым шатровым сводом. В широких просветах открываются боковые помещения. Над притвором расположены хоры. Апсида оформлена деревянным иконостасом.